# Campeonato Nacional de Rodeo de 2000
El 52.º Campeonato Nacional de Rodeo chileno se disputó entre el 31 de marzo y el 2 de abril del año 2000 en la ciudad de Rancagua, lugar que se disputaba este campeonato en forma ininterrumpida desde 1975. Los campeones fueron los jinetes de la Asociación Valdivia y del Criadero Santa Isabel, Juan Carlos Loaiza y Eduardo Tamayo montando a "Talento" y "Escorpión", respectivamente. Los campeones lograron una suma total de 40 puntos buenos, empatando el récord que había desde 1995 de los jinetes José Manuel Rey y René Guzmán.

## Antecedentes
Los rodeos clasificatorios para acceder al campeonato nacional se disputaron en las medialunas de Temuco (clasificatorio sur), Gil Letelier de Santiago (clasificatorio norte) y San Fernando (repechaje).
El 28 de marzo se realizó un desfile de carruajes del siglo XVIII que recorrieron las calles de Rancagua con las candidatas a Reina del Campeonato que estaban escoltadas por huasos a caballo, fueron recibidos por el alcalde de la ciudad Darío Valenzuela y por el presidente en ese entonces de la Federación del Rodeo Chileno, Leonardo García.
Antes del comienzo de la Serie Campeones se produjo un hecho muy emotivo para los amantes del deporte nacional chileno ya que se nombró el Cuadro de Honor del siglo XX, los mejores jinetes, caballos, yeguas y potros de rodeo y movimiento de la rienda destacando el mítico jinete Ramón Cardemil, campeón en siete oportunidades.
Cuando se corría el segundo animal de la serie Campeones una supuesta atajada que no se computó a los hermanos Pedro y Ricardo González, de la asociación Talca, desató la ira del público, que se encontraba a favor de los hermanos. La competencia estuvo detenida por más de diez minutos, ya que el público se manifestaba y lanzaba objetos a la medialuna, situación que no se había visto antes en un campeonato nacional.
Los campeones en esta ocasión fueron Juan Carlos Loaiza y Eduardo Tamayo montando a "Talento" y "Escorpión" con 40 puntos, igualando la anterior marca en 1995 de René Guzmán y José Manuel Rey. Juan Carlos Loaiza obtuvo su cuarto título, mientras que el "Lalo" Tamayo obtuvo su tercer campeonato.
La Serie Campeones fue seguida por 12.000 personas en la medialuna y por millones de televidentes gracias a la señal en vivo de Canal 13. La final del Movimiento de la rienda fue ganada por José Gamboa en "Río Seco" con un total de 55 puntos y el "sello de raza" lo obtuvo "Chacolí" montado por el experimentado jinete Jack Muñoz.

## Resultados

### Serie de campeones
| Cuarto Animal 2000 | Cuarto Animal 2000                  | Cuarto Animal 2000      | Cuarto Animal 2000 | Cuarto Animal 2000 |
| ------------------ | ----------------------------------- | ----------------------- | ------------------ | ------------------ |
| Lugar              | Jinetes                             | Caballos                | Asociación         | Puntaje            |
| 1.º                | Juan Carlos Loaiza y Eduardo Tamayo | "Talento" y "Escorpión" | Valdivia           | 40                 |
| 2.º                | Ricardo de la Fuente y Luis Cortés  | "Escándalo" y "Agravio" | Valdivia           | 33                 |
| 3.º                | Francisco Infante y Juan Grez       | "Arrebol" y "Pilchero"  | Melipilla          | 31                 |
| 4.º                | Pablo Espinosa y Óscar Bustamante   | "Tango" y "Encontrón"   | Talca              | 29                 |
| 5.º                | Juan Carlos Loaiza y Luis Cortés    | "Batuco" y "Banquero"   | Valdivia           | 27                 |
| 6.º                | Gonzalo Vial y Juan Cardemil        | "Emeterio" y "Contento" | O'Higgins          | 20                 |

### Serie Mixta-Criaderos
- 1.º Lugar: Felipe Guzmán y Felipe Jiménez (Biobío), en Pretal y Guindo (32 puntos)
- 2.º Lugar: Manuel Angulo y Alfonso Angulo (Osorno), en Escarcha y Taquillera (30)
- 3.º Lugar: Fernando Navarro y Alfonso Navarro (Curicó), en Rolita y Primorosa (26)

### Serie Caballos
- 1.º Lugar: Pablo Espinoza y Oscar Bustamante (Talca), en Tango y Encontrón (25)
- 2.º Lugar: Gabriel Orphanopoulos y Mariano Torres (Linares), en Olimpo y Patriotis (24)
- 3.º Lugar: Claudio Hernández y Rufino Hernández (Talca), en Pegadito y Trampero (23)

### Serie Yeguas
- 1.º Lugar: Ricardo González y Pedro González (Talca), en Generosa y Pirilacha (27)
- 2.º Lugar: Eduardo Tamayo y Juan Carlos Loaiza (Valdivia), en Escandalosa y Es Cosa (26)
- 3.º Lugar: Richard Espinoza y Carlos Navarrete (Ñuble), en Ricachona y Tormenta (26)

### Serie Potros
- 1.º Lugar: Pedro González y Ricardo González (Talca), en Níspero y Estañero (34)
- 2.º Lugar: Ricardo de la Fuente y Luis Cortés (Valdivia), en Escándalo y Agravio (25)
- 3.º Lugar: Juan Martínez y Juan Muñoz (O'Higgins), en Sereno y Chicano (25)

### Primera Serie Libre A
- 1.º Lugar: Rodrigo Ramírez y Mauricio Toloza (Quillota), en Zorzal y Fabulosa (32)
- 2.º Lugar: Juan Carlos Loaiza y Eduardo Tamayo (Valdivia), en Escorpión y Talento (29)
- 3.º Lugar: Mario Matzner y Tomas Hechenleitner (Llanquihue-Chiloé), en Piadoso y Tranquero (27)
- 4.º Lugar: Guillermo Barra y Ramón Salazar (Curicó), en Apionado y Esplendor (26)
- 5.º Lugar: Ricardo de la Fuente y Luis Cortés (Valdivia), en Estocada y Armonía (26)

### Primera Serie Libre B
- 1.º Lugar: Eduardo Tamayo y Juan Carlos Loaiza (Valdivia), en Estirpe y Estimulada (32)
- 2.º Lugar: Juan Carlos Loaiza y Luis Cortés (Valdivia), en Batuco y Banquero (30)
- 3.º Lugar: Francisco Infante y Juan Grez (Melipilla), en Arrebol y Pinchero (30)
- 4.º Lugar: Mario Valencia y Cristian Ramírez (Valparaíso), en Hauchaco y Bochinchero (29)
- 5.º Lugar: José Pozo y Alejandro Pozo (Talca), en Campo Bueno II y Peumo (26)

### Segunda Serie Libre A
- 1.º Lugar: José Astaburuaga y Jack Muñoz (Curicó), en Lindero y Chacolí (28)
- 2.º Lugar: Gonzalo Vial y Juan Cardemil (O'Higgins), en Toñito y Faro (26)
- 3.º Lugar: José Pozo y Alejandro Pozo (Talca), en Concho y Codiciado (26)
- 4.º Lugar: Felipe Guzmán y Felipe Jiménez (Biobío), en Sausalita y Maceteado (22)

### Segunda Serie Libre B
- 1.º Lugar: José Rey y Andrés Pérez (Cautín), en Cacique y Chepita (26)
- 2.º Lugar: Sergio Labbé y Rafael Melo (Osorno-Valdivia), en Mañungo y Rescoldo (24)
- 3.º Lugar: José Boso y Eduardo Salas (Santiago), en Cotapina y Cutufa en Fiesta (24)
- 4.º Lugar: Fernando Serrano y Guillermo Mondaca (Cordillera), en Peregrino y La Guacolda (23)

## Los mejores del siglo
Antes del inicio de la Serie Campeones, la Federación del Rodeo Chileno premió a los mejores del siglo XX. Esta premiación fue polémica y muy criticada, ya que se dejaron fuera destacados jinetes y ejemplares.

### Jinetes
- Ramón Cardemil (rodeo)
- Ricardo de la Fuente (rodeo)
- Juan Segundo Zúñiga (rodeo)
- José Manuel Aguirre (rienda)
- Raúl Rey (rienda)
- Santiago Urrutia (rienda)

### Caballos
- Ángamos
- Avispado
- Tabacón

### Yeguas
- Pelotera
- Percala
- Pichicucha

### Potros
- Bellaco
- El Huila
- Reservado

### Caballos de rienda
- Abusadora
- Cachupín
- Carretero

## Rodeos clasificatorios
Las colleras que lograron los puntajes y los requisitos necesarios durante la temporada 1999-2000, pudieron estar presentes en los distintos rodeos clasificatorios de la zona sur en Temuco y de la zona norte en Santiago. Las colleras que no pudieron clasificar en sus respectivas zonas fueron al Clasificatorio de repechaje en San Fernando.

### Clasificatorio Sur
Este rodeo clasificatorio se realizó desde el 3 al 5 de marzo de 2000 en la Medialuna de Temuco y significó la puesta en marcha de un nuevo sistema para acceder al nacional en la búsqueda de reducir el número de parejas competidoras en los clasificatorios, evitando al mismo tiempo mayores gastos a los jinetes, que hasta el año anterior debían correr en los tres torneos si es que no lograban un cupo en los dos primeros, lo que significab trasladarse varios kilómetros desde un punto a otro. El primer lugar fue para el Santa Isabel, futuros campeones en Rancagua.
- 1.º Lugar: Juan Carlos Loaiza y Eduardo Tamayo, en Escandalosa y Es Cosa (34 puntos)
- 2.º Lugar: Sergio Labbe y Rafael Melo, en Ratero II y Relicario (32)
- 3.º Lugar: Ricardo de la Fuente y Luis Cortés, en Escándalo y Agravio (30)
- Movimiento de la rienda: Julio Vega, en Arroyito (50)

### Clasificatorio Norte
El rodeo clasificatorio de la zona norte se disputó en la Medialuna del Club de Huasos "Gil Letelier", en Santiago de Chile. La competencia comenzó el viernes 10 de marzo y, después de todas las series de clasificación, terminó con la Serie Campeones el domingo 12 de marzo. Los campeones Gonzalo Vial y Juan Cardemil, de la Asociación O'Higgins.
- 1.º Lugar: Gonzalo Vial y Juan Cardemil, en Toñito y Faro (31 puntos)
- 2.º Lugar: Fernando Navarro y Alfonso Navarro, en Rolita y Primorosa (28)
- 3.º Lugar: Mario Valencia y Cristián Ramírez, en Bochinchero y Huachaco (24)
- Movimiento de la rienda: Manuel Catalán, en Chiquitita (52)

### Clasificatorio de repechaje
El "rodeo de los picados" tuvo un total de 154 colleras, más de lo esperado por los organizadores, pero supieron resolver con gran eficiencia. Se disputó entre el 24 y 26 de marzo de 2000 en la Medialuna de San Fernando y los campeones fueron Guillermo Barra y Ramón Salazar, de la Asociación Curicó, quienes anotaron la espectacular suma de 36 puntos buenos
- 1.º Lugar: Guillermo Barra y Ramón Salazar, en Apionado y Esplendor (36 puntos)
- 2.º Lugar: Manuel Guzmán y Felipe Guzmán, en Don Juan y Don Antonio II (29)
- 3.º Lugar: José Meier y Marcelo Rivas, en Negra Linda y Caparrita (23)
- Movimiento de la rienda: José Gamboa, en Río Seco (45)

## Cuadro de honor temporada 1999-2000

### Jinetes
- 1.º Juan Carlos Loaiza Mac-Leod
- 2.º Eduardo Tamayo Órdenes
- 3.º Ricardo de la Fuente Riveros
- 4.º Luis Eduardo Cortés Landaeta
- 5.º Francisco Infante Rogers
- 6.º Juan Carlos Grez Gálvez
- 7.º Óscar Bustamante Calderón
- 8.º Juan Pablo Cardemil Lathrop
- 9.º Pablo Espinosa Rodríguez
- 10.º Felipe Jiménez Mery

### Caballos
- 1.º Arrebol
- 2.º Encontrón
- 3.º Tango
- 4.º Pilchero
- 5.º Banquero
- 6.º Sorzal
- 7.º Rizo
- 8.º Peumo
- 9.º Batuco
- 10.º Pegadito

### Yeguas
- 1.º Estimulada
- 2.º Estirpe
- 3.º Generosa
- 4.º Fabulosa
- 5.º Pirilacha
- 6.º Novicia
- 7.º Taquillera
- 8.º Escarcha
- 9.º Candelilla
- 10.º Buscada

### Potros
- 1.º Talento
- 2.º Escorpión
- 3.º Escándalo
- 4.º Agravio
- 5.º Contento
- 6.º Esplendor
- 7.º Sereno
- 8.º Emeterio
- 9.º Mañungo
- 10.º Guindo